# Dschābir ibn Hayyān

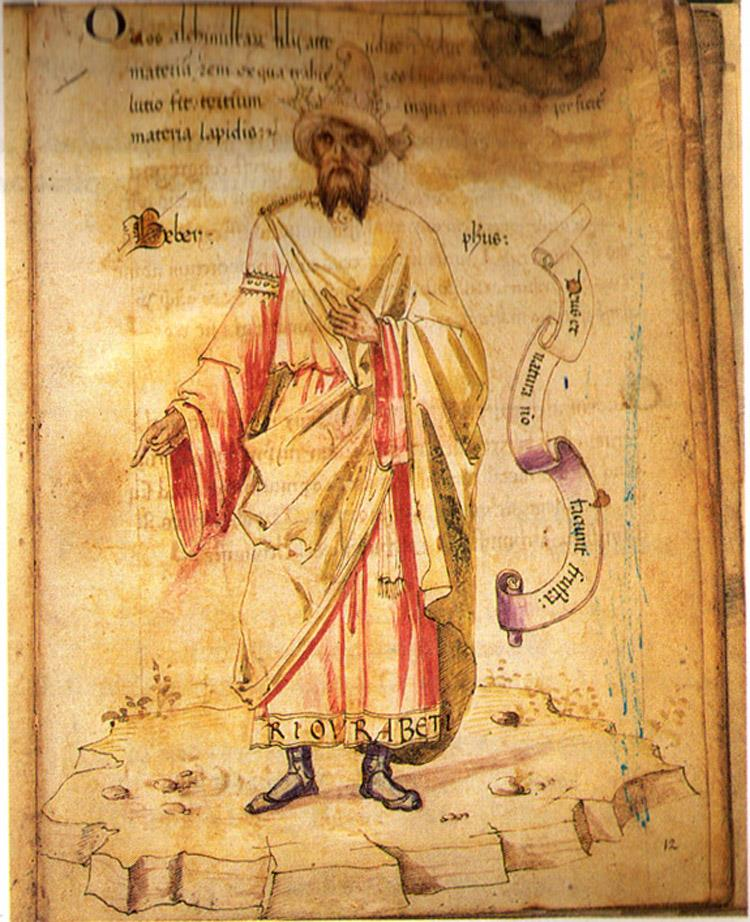
Darstellung „Gebers“ in einer lateinischen alchemistischen Sammelhandschrift des 15. Jh., Ashb. 1166, Biblioteca Medicea Laurenziana, Florenz

Dschābir ibn Hayyān (arabisch جابر بن حيان, DMG Ǧābir b. Ḥayyān; latinisiert Geber; auch Jeber und Yeber) war ein in Arabisch schreibender Autor wissenschaftlicher Schriften, der in der zweiten Hälfte des 8. Jahrhunderts gewirkt haben soll.
Als Schüler des sechsten Imams Dschaʿfar as-Sādiq soll Dschābir einer hermetischen Schule vorgestanden und ein umfangreiches Werk naturphilosophisch-alchemistischer und medizinischer Schriften hinterlassen haben.
Er wird zuerst in den Aufzeichnungen des Hauptes eines Gelehrtenkreises in Bagdad Abu Sulaiman al-Mantiqi as-Sidschistani (gestorben um 981) erwähnt. Damals war schon ein umfangreicher Korpus seiner Schriften bekannt und Abu Sulaiman bestritt seine Autorschaft und schrieb sie stattdessen einem gewissen al-Hasan ibn al-Nakad aus Mosul zu. Kurz nach dem Tod von Abu Sulaiman widersprach der schiitische Gelehrte Ibn an-Nadīm in seinem Fihrist von 987 den Zweifeln an der Existenz von Dschabir und identifizierte Dschafar, den Dschabir als seinen Lehrer bezeichnete, mit dem sechsten schiitischen Imam Dschaʿfar as-Sādiq und widersprach der Identifizierung mit dem Wesir von Harun ar-Raschid aus der Familie der Barmakiden Dschaʿfar ibn Yahya (gestorben 803). Je nachdem, welchen der beiden Dschafar man nimmt, fällt die Lebenszeit von Dschabir in das 8. oder den Beginn des 9. Jahrhunderts. Nach Eric John Holmyard, der 1928 Schriften von Dschabir herausgab, war dessen Vater ein Apotheker namens Hayyan in Kufa und Dschabir wurde als schiitischer Agent Anfang des 8. Jahrhunderts nach Chorasan gesandt. Der Umfang der erhaltenen Schriften veranlasste dagegen Paul Kraus zu der Schlussfolgerung, dass sie das Produkt von einer ganzen Schule von Wissenschaftlern seien. Nach Kraus verraten sie Kenntnis der Übersetzungen aus dem Griechischen der Schule von Hunain ibn Ishāq aus dem 9. Jahrhundert und enthalten Bezüge zur Muʿtazila-Strömung, so dass sie erst im 10. Jahrhundert entstanden. Nach Kraus werden die Schriften zuerst bei Ibn Wahschiyya und Ibn Umail im 10. Jahrhundert erwähnt und zeigen ähnliche ismailitische Einflüsse wie die Brüder der Reinheit, was die Einordnung ins 10. Jahrhundert weiter unterstützt.

## Das „Corpus Gabirianum“ und der „Pseudo-Geber“
Die Wiederentdeckung Ǧābirs für die Wissenschaftsgeschichte der Chemie und Alchemie wurde im 19. Jahrhundert durch Hermann Kopp eingeleitet, der allerdings keinen eigenen Zugang zu den arabischen Ǧābir-Texten besaß und trotz eigener Zweifel an der Echtheit einiger der von ihm untersuchten lateinischen Schriften noch keine kritische Unterscheidung vornahm. Infolge der Richtigstellungen insbesondere von Marcellin Berthelot, Paul Kraus und William R. Newman wird in der Forschung heute unterschieden zwischen dem im 9. oder 10. Jahrhundert entstandenen Corpus Gabirianum (auch Ǧābir-Corpus, in englischsprachiger Literatur Corpus Jabirianum) der arabischen Schriften („Geber arabicus“), denen auch mindestens drei lateinische Übersetzungen zugeordnet werden können (Liber de septuaginta, Liber misericordiae, Liber triginta verborum), und dem erst spätmittelalterlichen lateinischen Corpus Geberi (Pseudo-Geber), das im 13./14. Jahrhundert wahrscheinlich in Italien entstand und in keiner engeren inhaltlichen Beziehung zum Corpus Ǧābirianum steht, aber aufgrund der irrigen Zuschreibung an Ǧābir ibn Ḥayyān die Geschichte der Naturwissenschaften und ihrer technischen Instrumente nachhaltig durcheinandergebracht hat.
Unter den lateinischen Schriften kann für deren geschichtlich wichtigste, die wahrscheinlich von einem Paulus de Tarento („Geber latinus“) verfasste Summa perfectionis magisterii und die darauf beruhenden, aber von verschiedenen anderen Autoren stammenden Schriften De investigatione perfectionis, De inventione veritatis und Liber fornacum sowie für das Testamentum Geberi regis Indiae aufgrund der Forschungen Newmans die Zuordnung zum spätmittelalterlichen Corpus Pseudo-Gebers als gesichert gelten. Für die weitere lateinische Überlieferung ist die Beziehung zu möglichen Vorlagen im arabischen Corpus Gabirianum zum Teil noch klärungsbedürftig und die Geschichte der europäischen volkssprachlichen Übertragungen aus dem Lateinischen noch weitgehend unerforscht.
Die Entstehungsgeschichte und Zuschreibung des arabischen Corpus Gabirianum, für das Paul Kraus rund 3000 arabische Schriften und Miszellen nachweist, ist demgegenüber strittig geblieben. Nach dem Befund von Kraus, der in weiten Teilen der Forschung Zustimmung gefunden hat, ist auch das arabische Corpus insgesamt als ein pseudepigraphisches anzusehen und erst in einem ismailitisch geprägten Milieu nicht vor dem Ende des 9. Jahrhunderts entstanden. Als Verfasser eines Teils (rund 500) dieser Schriften vermutete Kraus dabei al-Ḥasan ibn an-Naikd, da dessen Freund Abū Sulaimān as-Siǧistāni († nach 981) berichtet, dass dieser eigene Bücher als Schriften Ǧābir ibn Ḥayyāns ausgegeben und damit bei alchemiebegeisterten Lesern „eine anständige Summe Geldes verdient“ habe.
Dieser, 1942 von Paul Kraus publizierten, Auffassung wurde seither von Eric John Holmyard und besonders nachdrücklich von Fuat Sezgin widersprochen, der die arabischen Schriften weiterhin im Wesentlichen einem einzigen Verfasser, dem Ǧābir ibn Ḥayyān der arabischen Überlieferung zuschreibt, der vor 725 geboren und um 812 gestorben sei. Eine vermittelnde Position nimmt unter anderem Hossein Nasr ein, der an der Historizität Ǧābirs und seiner Datierung ins 8. Jahrhundert (laut Nasr ca. 721–ca. 815) festhält und innerhalb des Corpus Gabirianum eine Unterscheidung zwischen authentischen Schriften dieses Autors und späteren pseudepigraphischen Erzeugnissen einer ismailitischen Bruderschaft befürwortet.
Dem Inhalt nach ist das Corpus Gabirianum (von dem nur ein Werk, das Buch der Gnade, Kitab al-rahma, vom Alter her möglicherweise auf die Zeit von Dschabir ibn Hayyan zurückgeht) teilweise sehr spekulativ und entwickelt eine komplizierte Lehre vom Gleichgewicht der „Naturen“ heiß-kalt-feucht-trocken mit harmonischen Verhältnissen der Teile, die pythagoräischem Gedankengut entstammen. Einen Einfluss im lateinischen Mittelalter hatte die Betonung der fraktionierten Destillation, um die Stoffe nach ihren Naturen zu trennen (Pseudo-Lull, Johannes de Rupescissa). Das Kitab al-Sab’in (von Gerhard von Cremona als Liber de septuaginta übersetzt) aus dem Corpus übte auch einen Einfluss auf den Pseudo-Geber aus.
In den „70 Büchern“ zitiert ist das nach 900 verfasste Buch der Gifte, welches älteste arabische Texte über theoretische Medizin, Anatomie und Augenheilkunde enthält. Im Kitāb al-iḫrāg erläutert und ergänzt Dschābir die Humoralpathologie und -physiologe des Galenos.
Gelegentlich wird Geber auch mit dem Mathematiker Dschabir ibn Aflah verwechselt.

## Medizinisches Werk
Dschabir werden auch rund 500 medizinische Abhandlungen zugeschrieben, obwohl er ansonsten als Arzt unbekannt ist. Das unter seinem Namen nach 900 verfasste Buch der Gifte enthält die ältesten bekannten arabischen Aufzeichnungen zu theoretischer Medizin (Trennung Theorie-Praxis), Augenheilkunde und Anatomie. Er übernimmt die Humoralpathologie von Galenos und zitiert aus dessen Pulslehre. Neben den Hauptorganen Leber, Hirn, Herz von Galen ergänzt er den Hoden. Teilweise scheint er Hunain ibn Ishāq zu folgen, was gegen die Echtheit sprechen würde, wenn man eine Entstehung vor Hunain ibn Ishaq annimmt.